# Vùng áp thấp Aleutia
Vùng áp thấp Aleutia là một trung tâm áp thấp bán vĩnh cửu nằm gần quần đảo Aleutia trong mùa đông. Nó là một trong các trung tâm chính của các hoạt động trong lưu thông khí quyển tại Bắc bán cầu. Trong mùa hè nó bị di chuyển về phía bắc tới khu vực Bắc cực và gần như không tồn tại.
Trên cơ sở hàng ngày, khu vực vùng áp thấp Aleutia được biểu lộ bằng sự xen kẽ của các trung tâm áp cao và áp thấp, nói chung di chuyển về phía đông; nó không phải là nơi xảy ra áp thấp dạng tĩnh và mạnh. Thông thường thì cường độ của các vùng có áp thấp vượt quá cường độ của các vùng có áp cao, vì thế khu vực này là một trong các khu vực có áp thấp khi tính trung bình.
Vùng áp thấp Aleutia được đặc trưng bằng nhiều xoáy thuận mạnh. Các xoáy thuận này hình thành tại các vĩ độ cận cực trong khu vực Bắc Thái Bình Dương, thường chậm giảm xuống và đạt cường độ cực đại trong khu vực vùng áp thấp Aleutia.
Vùng áp thấp Aleutia và bản sao y hệt của nó trong khu vực Bắc Đại Tây Dương, vùng áp thấp Iceland, hợp thành dải áp thấp cận cực Bắc bán cầu.